# جعفر الخواري
جعفر الخواري أو جعفر الكاظم هو ابن الإمام موسى الكاظم، الإمام السابع من أئمة الشيعة الإثني عشرية وشقيق علي الرضا، يُعرف بلقب "الخواري" نسبةً إلى قريته "خوار" في الحجاز، وله ذرية تعرف بالسادة الخواريين أو الشجريين.

## نسبه
هو جعفر بن موسى الكاظم بن جعفر الصادق بن [[محمد الباقر]] بن علي زين العابدين بن الحسين بن علي بن أبي طالب بن عبد المطلب بن هاشم بن عبد مناف بن قصي بن كلاب بن مرة بن كعب بن لؤي بن غالب بن فهر بن مالك بن النضر بن كنانة بن خزيمة بن مدركة بن إلياس بن مضر بن نزار بن معد بن عدنان بن أدد بن الهميسع بن نبت بن إسماعيل بن إبراهيم.

## حياته
كان للإمام موسى الكاظم عدد كبير من الأبناء مقارنةً ببقية أئمة الشيعة؛ فقد ذكر معظم المؤرخين أن عدد أبنائه بلغ 37 فردًا. من بين أبنائه، كان جعفر الكاظم المعروف بـ«الخواري»، ويُطلق على ذريته اسم «الخواريون».
كان لجعفر ابنان: حسن وموسى، وأنجب موسى ابنًا يُدعى الحسن الحق (الحسن الثائر)، الذي أنجب بدوره علي الخواري
تُروى المصادر أنه رافق أخاه علي الرضا في رحلته إلى طوس ضمن خراسان الرضوية، وتعرَّض لهجوم قرب مدينة ساوه أدى إلى وفاته.
بعد بلوغه، ساند جعفر أخاه الرضا حين قبل دعوة المأمون وغادر المدينة إلى مرو، فرافقه مع قافلة تضم أبناء وأحفاد موسى الكاظم مثل إبراهيم وأبو الجواد من بغداد إلى خراسان.   

## ذريته
أعقب جعفر الخواري عدة أبناء، من أبرزهم:
- الحسن الثائر
- علي الخواري
- موسى
- إسحاق

وتُنتسب إليه عشائر منها:
- السادة الزوامل الخوارية[20]

## قبره
قبره مكوَّن من صحن وقبة ضخمة بارتفاع 21 متراً وقطر 9.5 متراً، ذات هيكل ثنائي القشرة على قاعدة متعددة الأضلاع، ثلاث عشرة نافذة، وأرضيات مرصوفة بالسجاد، كما زُيِّنت القبة بالفسيفساء الفيروزية والنقوش الخطية المزخرفة.
أُدرج الموقع ضمن سجل الآثار الوطنية في إيران عام 1317هـ ش تحت الرقم 319.
دفن بجانب قبره جنيد الرازي؛ عالم وعارف وواقف أوقاف الإمامزاده في القرن التاسع الهجري، ومصطفى أردستاني؛ طيار وقائد العمليات في القوات الجوية لجيش الجمهورية الإسلامية الإيرانية.

### الاحتفالات والمراسم
تُقام فيه مراسم سنوياً في فصل الربيع بحضور آلاف الزوار والجهات الرسمية. كما تستضيف القاعات فعاليات ثقافية ومسابقات تصوير فوتوغرافي، ويجتمع مدير وأعضاء الهيئة الثقافية للموقع مع مسؤولي البلدية لبحث تطوير المرافق. زار الضريح إسماعيل قاآني، قائد فيلق القدس، المرقد في 3 اسفند 1403 هـ ش وأدى تحية للشهداء. ثم زاره الرئيس مسعود بزشكيان، عندما كان رئيس مجلس الوزراء الإيراني، المرقد في 23 اسفند 1403 هـ ش ضمن جولته في جنوب شرق طهران.

### أقسام المرقد
- مكتبة
- قاعة التشريفات
- صحن الإمام الرضا
- حسينية شهداء 72
- متحف (قيد الإنشاء)
- دار الضيافة الحضرية
- دار حفاظ الإمام الجواد
- دار القرآن الشيخ جنيد
- دار الصلاة آية الله خامنئي
- دار الشفاء الحاج علي الحكيم (قيد الإنشاء)
- دار التولية الشيخ خضر الرازي
- السوق التقليدي الجعفري (قيد الإنشاء)
- حديقة الزائر

## أهميته
له تأثير في توثيق أنساب أهل البيت ومذكرات تجارة الأنساب، وتُستشهد سيرته في كتب العلويين مثل:
- المجدي في أنساب الطالبيين
- عمدة الطالب في أنساب آل أبي طالب[7]